# Hideki Yoshioka
Hideki Yoshioka (吉岡 秀樹 Yoshioka Hideki?,  nacido el 6 de junio de 1972 en Mie) es un exfutbolista japonés. Jugaba de centrocampista y su último club fue el Gamba Osaka de Japón.

## Trayectoria

### Clubes
| Club             | País  | Año         |
| ---------------- | ----- | ----------- |
| Yokohama Flügels | Japón | ???? - 1995 |
| Gamba Osaka      | Japón | 1996        |

## Palmarés

### Títulos nacionales
| Título             | Club             | País  | Año  |
| ------------------ | ---------------- | ----- | ---- |
| Copa del Emperador | Yokohama Flügels | Japón | 1993 |